# Schalkholz
Schalkholz là một đô thị thuộc huyện Dithmarschen, trong bang Schleswig-Holstein, Đức. Đô thị Schalkholz có diện tích 12,5 km².